# I'm Gonna Run to You
"I'm Gonna Run to You" é uma canção da cantora de música pop estadunidense Bridgit Mendler, liberado como single promocional com o propósito de divulgar o filme Good Luck Charlie, It's Christmas!, longa-metragem que protagonizou. A canção, lançada em 21 de novembro de 2011 nos Estados Unidos pela Walt Disney Records e composta pela própria cantora, está presente apenas como bônus nos extras do DVD e blu-ray do filme, uma vez que não foi lançada uma trilha sonora oficial, não sendo também agregado à nenhum álbum de Bridgit Mendler. 

## Composição e temática
A canção foi escrita por Bridgit Mendler em parceira com o produtor musical e compositor estadunidense Jamie Houston, responsável por canções como "Pumpin' Up the Party" e "You and Me Together de Miley Cyrus, "Strut" e "Cheetah Sisters" das The Cheetah Girls e "Sweet Kisses" de Jessica Simpson, além das canções para a trilha sonora de High School Musical e High School Musical 2 como "When There Was Me And You" interpretada por Vanessa Hudgens, "Breaking Free" e "You Are The Music In Me" interpretadas por Hudgens e Zac Efron. Em entrevista para Just Jared Jr, Brddgit declarou que a temática da canção é sobre como é estar perto de alguém que você esteve distante por um longo tempo. A cantora ainda disse que a canção era atemporal, não especificamente natalina por estar presente na trilha sonora de um filme deste gênero, podendo ser ouvida durante todo o ano.
| “ | Nós escrevemos algumas músicas diferentes – experimentando mais o tom de férias e canções temáticas. É sobre como é um presente ter alguém que você não está perto e poder encontrar com a pessoa. Eu acho que é boa porque você pode realmente ouvi-la durante todo o ano. Não é exclusiva para o final do ano, você pode ouvi-la em abril se você quiser. Eu espero que todo mundo goste dela. Tem um estilo e um balanço que lembram aquelas canções antigas. | ” |

## Faixas
| Download digital |                        |                 |         |  |
| N.º              | Título                 | Compositor(es)  | Duração |  |
| 1.               | "I'm Gonna Run To You" | Bridgit Mendler | 3:16    |  |
| Duração total:   | Duração total:         | Duração total:  | 3:16    |  |

## Histórico de Lançamento
| Local          | Data                   | Formato                   | Gravadora           |
| -------------- | ---------------------- | ------------------------- | ------------------- |
| Estados Unidos | 21 de novembro de 2011 | download digital, Airplay | Walt Disney Records |
| Canadá         | 21 de novembro de 2011 | download digital, Airplay | Walt Disney Records |